# Coeno di Macedonia
Coeno o Koinos (in greco: Κοινός) (... – VIII secolo a.C.) è stato un re macedone antico.
Fu il secondo mitico sovrano della dinastia degli argeadi dell'VIII secolo a.C., succeduto al padre Carano. Secondo Eusebio, regnò sulla Macedonia per 28 anni. Gli succedette il figlio Tirimma.